# Marta Kober
Marta Kober (Nova Iorque, 23 de outubro de 1963) é uma atriz norte-americana de cinema e televisão.

## Vida e carreira
Nascida na cidade de Nova Iorque, Kober começou sua carreira como atriz no final da década de 1970 em um episódio da série Special Treat, uma produção da NBC. Em 1981, ela interpretou Sandra, uma jovem que se torna vítima de Jason Voorhees no filme de terror Friday the 13th Part 2. Inicialmente foi gravada uma cena para o filme na qual Kober aparecia completamente nua, mas essa filmagem foi eliminada da versão final porque naquela época a atriz ainda não tinha atingido a maioridade.
Ela apareceu posteriormente em produções cinematográficas como Baby, It's You (1983), telefilmes e episódios de séries como Happy Days, Magnum, P.I. e Matlock. Chegou a ser escalada para interpretar a protagonista Tina em Friday the 13th Part VII: The New Blood (1987), porém, ao descobrirem que Kober já havia participado do segundo filme, os produtores a substituíram por Lar Park Lincoln. Na década de 1990, a atriz retornou ao gênero terror em Slumber Party Massacre III e fez pequenas aparições nas telesséries Full House e Law & Order; desde então, ela permaneceu afastada da mídia.

## Filmografia

### Cinema
| Ano  | Título                              | Papel                | Notas                 | Ref.  |
| ---- | ----------------------------------- | -------------------- | --------------------- | ----- |
| 1981 | Friday the 13th Part 2              | Sandra               |                       | [ 4 ] |
| 1983 | Baby It's You                       | Debra                |                       | [ 4 ] |
| 1984 | Friday the 13th: The Final Chapter  | Sandra               | Filmagens de arquivo  | [ 9 ] |
| 1985 | Enormous Changes at the Last Minute | Amanda               |                       | [ 4 ] |
| 1985 | School Spirit                       | Ursula               |                       | [ 8 ] |
| 1986 | Rad                                 | Becky                |                       | [ 4 ] |
| 1986 | Neon Maniacs                        | Lorraine             |                       | [ 2 ] |
| 1986 | Vendetta                            | Sylvia               |                       | [ 4 ] |
| 1988 | Patty Hearst                        | 2ª mulher            |                       | [ 4 ] |
| 1990 | Slumber Party Massacre III          | Entregadora de pizza |                       | [ 2 ] |
| 1991 | Inside Out                          | A Garota             | Segmento "Doubletalk" | [ 2 ] |

### Televisão
| Ano  | Título                                     | Papel          | Notas                                 | Ref.   |
| ---- | ------------------------------------------ | -------------- | ------------------------------------- | ------ |
| 1978 | NBC Special Treat                          | Stacy          | Episódio: "Rodeo Red and the Runaway" | [ 3 ]  |
| 1982 | ABC Afterschool Specials                   | Cookie Platt   | Episódio: "A Very Delicate Matter"    | [ 8 ]  |
| 1984 | Second Sight: A Love Story                 | Megan          | Telefilme                             | [ 8 ]  |
| 1984 | The Facts of Life                          | Gina           | Episódio: "Big Fish, Little Fish"     | [ 6 ]  |
| 1984 | Happy Days                                 | Estudante      | Episódio: "School Dazed"              | [ 6 ]  |
| 1984 | Shattered Vows                             | Helen          | Telefilme                             | [ 10 ] |
| 1984 | A Touch of Scandal                         | Toni Allenby   | Telefilme                             | [ 8 ]  |
| 1985 | Heart of a Champion: The Ray Mancini Story | Sandy          | Telefilme                             | [ 8 ]  |
| 1985 | Children of the Night                      | Linda          | Telefilme                             | [ 8 ]  |
| 1986 | Magnum, P.I.                               | Mary Elizabeth | Episódio: "Way of the Stalking Horse" | [ 6 ]  |
| 1986 | Intimate Encounters                        | 2ª garota      | Telefilme                             | [ 8 ]  |
| 1987 | Matlock                                    | Donna          | Episódio: "The Annihilator"           | [ 6 ]  |
| 1992 | Full House                                 | Brandy         | Episódio: "Come Fly with Me"          | [ 6 ]  |
| 1995 | Law & Order                                | Chi Chi        | Episódio: "Humiliation"               | [ 6 ]  |